# Университетская система
Университетская система представляет собой совокупность множества дочерних университетов и колледжей, которые обычно удалены друг от друга географически. Как правило, все университеты, входящие в университетскую систему, имеют общий компонент среди всех своих различных названий. Обычно все университеты, входящие в университетскую систему, управляются общесистемным руководящим органом, таким как совет попечителей или совет регентов . В Соединённых Штатах во многих штатах есть одна или две системы государственных университетов, в которые объединены многие из финансируемых государством университетов как по названию, так и по управлению. Кроме того, коммерческие университеты, такие как Университет ДеВри, часто имеют несколько кампусов, имеющих одинаковое название; их можно, хотя и не всегда, назвать университетской системой.
В Канаде университетская система обычно подразумевает совокупность всех университетов в пределах юрисдикции, в их отличии от других высших учебных заведений. При использовании в качестве отправной точки для сравнения этот термин может относиться к университетам в пределах провинции или страны. В Великобритании термин «университетская система» используется для обозначения политики и практики интегрированного управления и инфраструктуры университетов в стране.
На Филиппинах университетская система — это наименование, присваиваемое Комиссией по высшему образованию частному или государственному высшему учебному заведению после выполнения определённых требований. Комиссия определяет университетскую систему как организованную академическую единицу, состоящую из отдельных, но взаимосвязанных подразделений, по крайней мере одно из которых имеет статус университетского уровня. Единый руководящий совет отвечает за разработку общесистемной политики и программ. Университетская система имеет собственную системную администрацию, возглавляемую служащим с правами исполнительного директора. Его роль заключается в координации и интеграции общесистемных функций и видов деятельности. Каждая субъектная единица имеет своего собственного исполнительного директора, которому правление делегирует широкие полномочия по организации и функционированию образовательной единицы.
Во Вьетнаме университетская система состоит из множества учреждений-членов, каждое из которых эквивалентно обычному специализированному университету. В настоящее время во Вьетнаме существует 6 университетских систем, каждая из которых разделена на множество университетов-членов, школ-членов или институтов-членов, специализирующихся на обучении и исследовании определённой группы дисциплин с целью создания своих собственных сильных сторон. Глава университетской системы называется президентом, а глава входящего в неё университета — ректором.
Во Франции одновременно существуют два правовых статуса для объединения университетов: коллегиальный университет (который изначально имел «экспериментальный» статус, EPE, прежде чем окончательно получил статус Grand Établissement, GE) и университетская система (как COMUE, по-французски «Communautés d’Universités et Établissements»). Первый статус, EPE, а затем GE, обычно берётся на себя как минимум двумя университетами, которые объединяются для создания нового университета, очень близкого к модели коллегиального университета. Со вторым статусом, COMUE, университеты сохраняют свою юридическую автономию и индивидуальную идентичность в рамках ассоциации университетов.

## Список университетских систем

### Азия

#### Индия

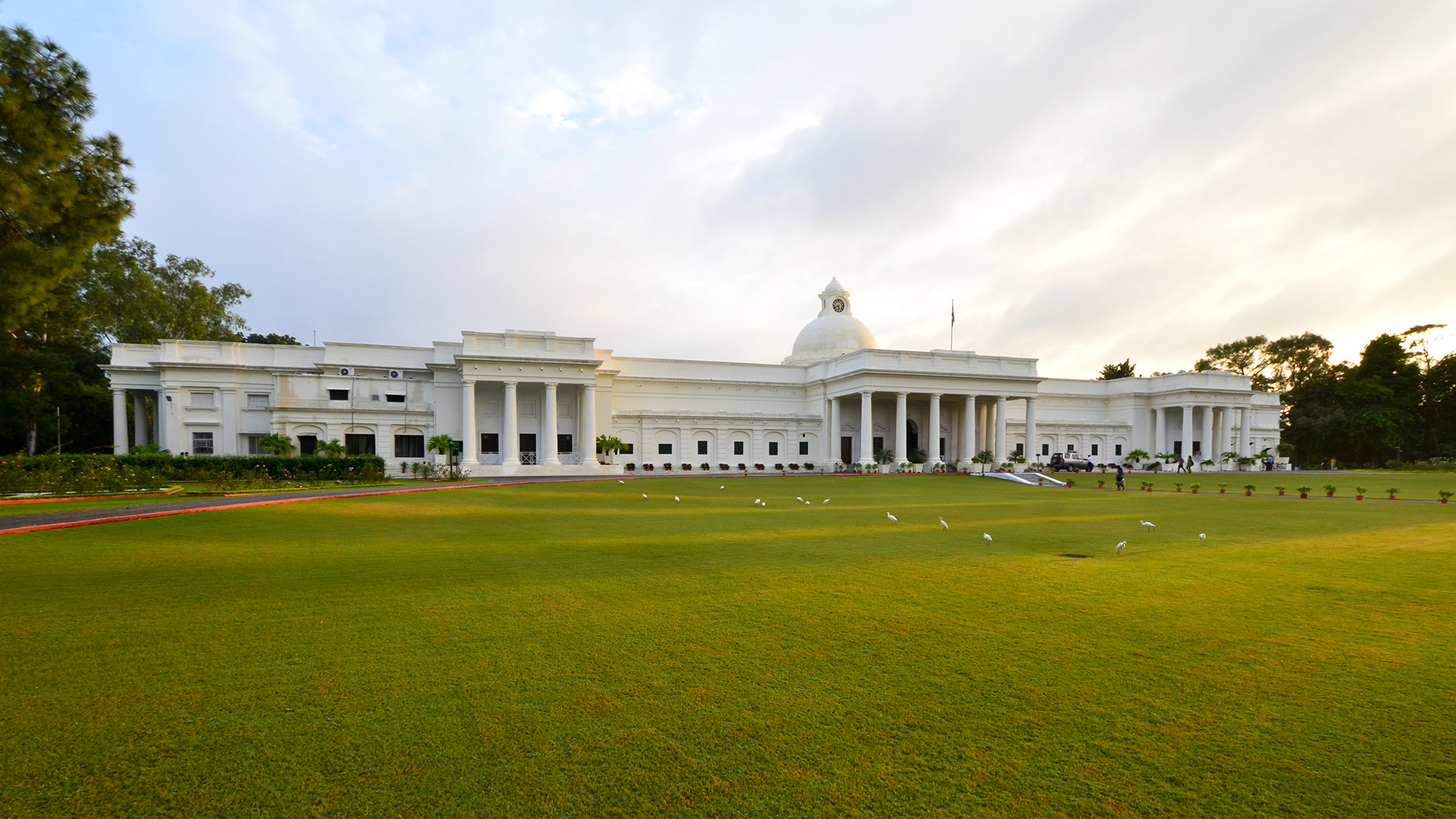
IIT Roorkee, один из 23-х индийских технологических институтов

- Индийские технологические институты. Группа из 23-х государственных исследовательских университетов, специализирующихся в области инженерии и естественных наук.
- Национальные технологические институты. Группа из 31-го государственного исследовательского университета, специализирующихся в области инженерии и естественных наук.
- Индийские институты менеджмента. Группа из 20-ти государственных университетов, специализирующихся на образовании в области бизнеса и менеджмента.
- Индийские институты естественно-научного образования и исследований. Группа из 7-ми государственных исследовательских университетов, специализирующихся на фундаментальных и прикладных науках.
- Всеиндийские институты медицинских наук. Группа из 19-ти университетов, специализирующихся на медицинском образовании и исследованиях.
- Национальные юридические университеты. Группа из 23-х университетов, ориентированных на юридическое и судебное образование, а также на научные исследования.

#### Иран

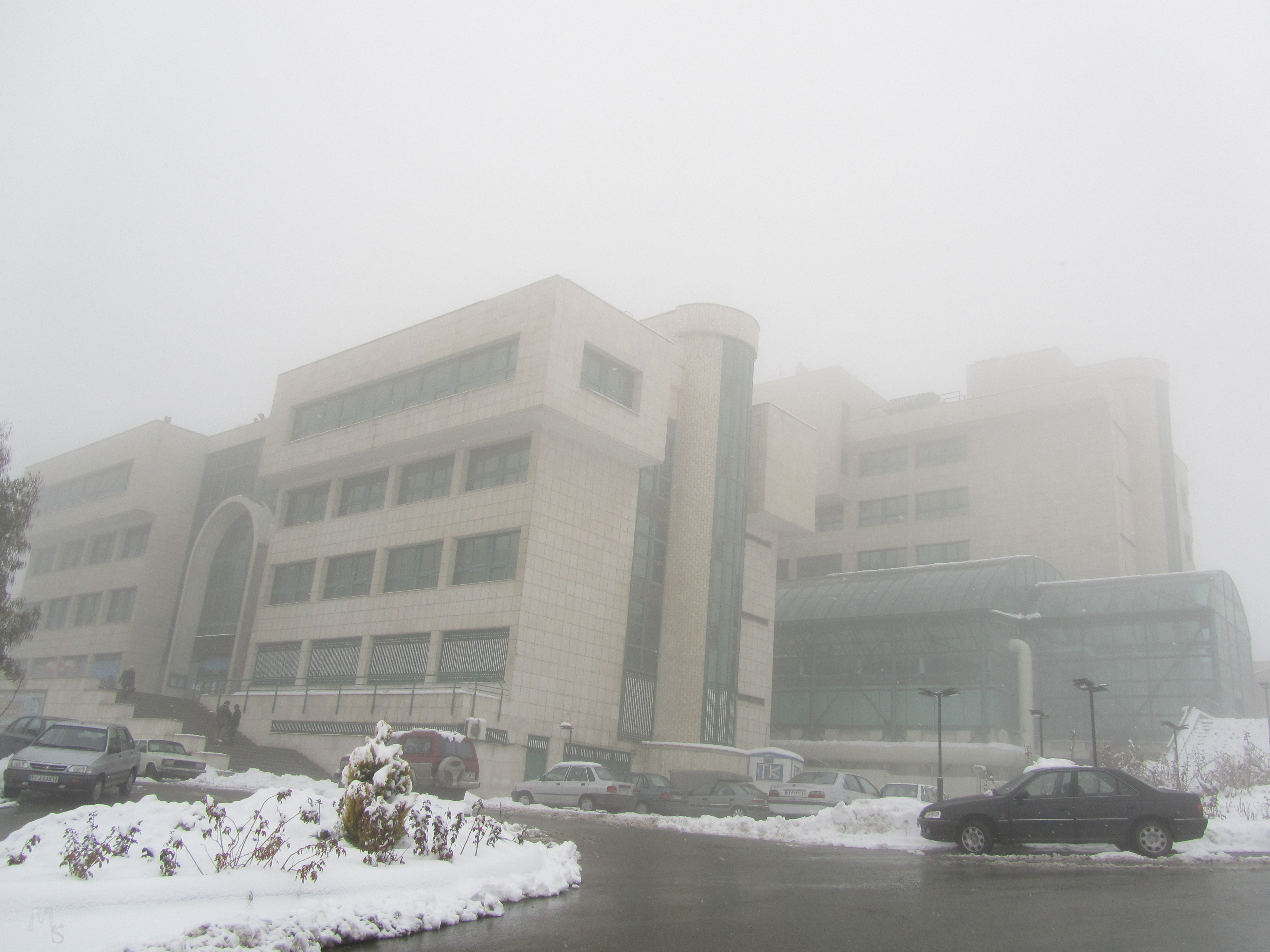
Научно-исследовательское отделение Исламского университета Азад

- Научно-исследовательское отделение Исламского университета Азад Исламский университет Азад (2 независимых и 31 государственный университет)
- Технический и профессиональный университет
- Университет прикладных наук и технологий
- Университет Пайаме Нур
- Университет Фархангиан
- Академический центр образования, культуры и исследований

- Система MARA Universiti Teknologi (1 главный кампус, 4 дополнительных кампуса, 4 автономных государственных кампуса, 8 государственных филиалов, 9 городских кампусов, 21 дочерний колледж, 1 международный кампус, 1 учебная больница и 2 учебных отеля)

- Университет Де Ла Саль, старейшее учебное заведение Де Ла Саль, Филиппины. Де Ла Саль Филиппины (16 кампусов)

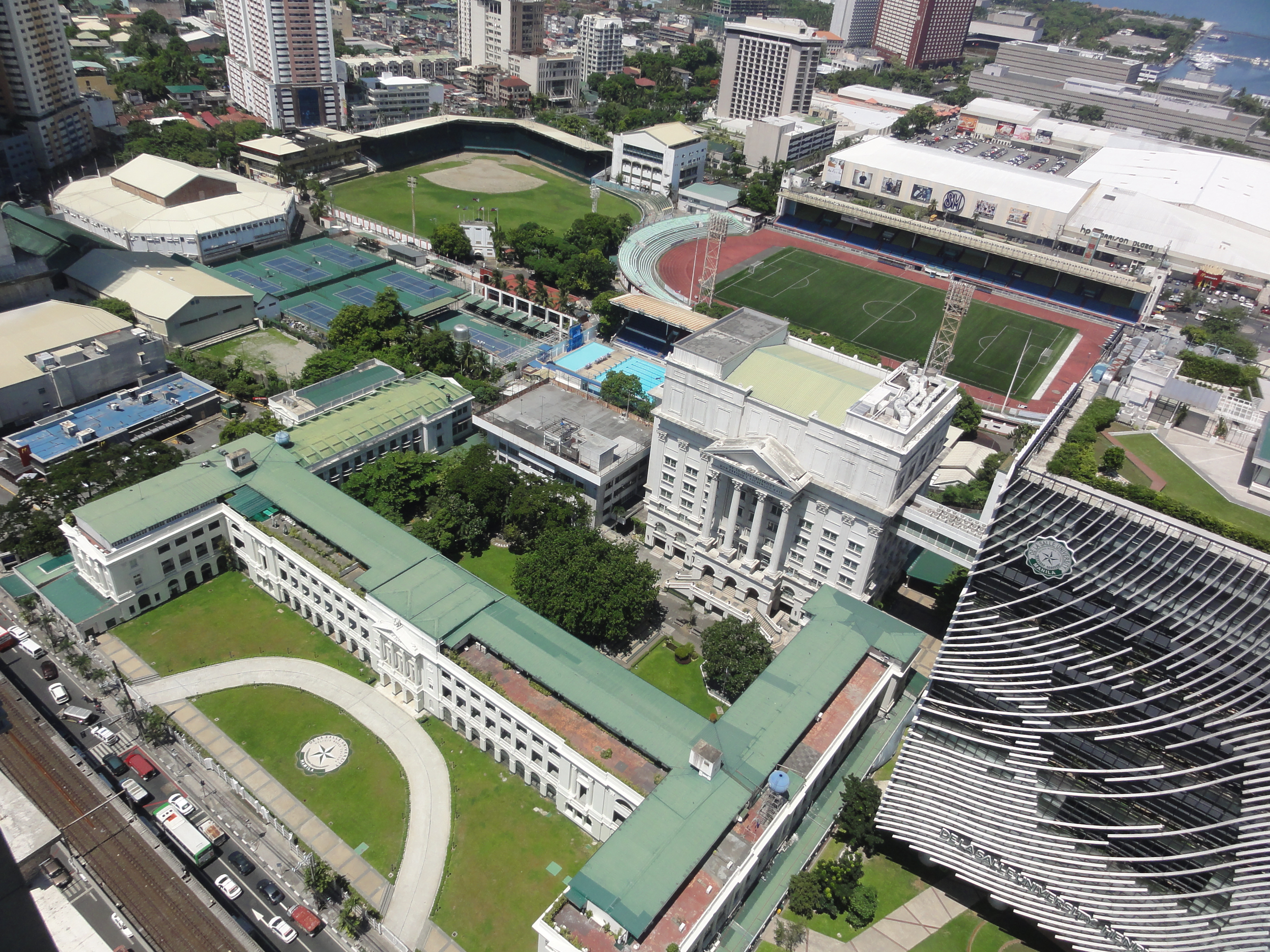
Университет Де Ла Саль, старейшее учебное заведение Де Ла Саль, Филиппины.

- Система университетов штата Минданао (8 входящих в состав университетов, 3 прикреплённых колледжа)
- Система университетов Св. Павла (7 кампусов)
- Университет Постоянной Системы Помощи (4 кампуса DALTA, 5 кампусов JONELTA)
- Система Филиппинских университетов (8 входящих в их состав университетов с 10-ю кампусами)
- Система Университета Санто-Томаса (5 кампусов)

#### Тайвань
- Университетская система Тайваня (4 кампуса)
- Тайваньская комплексная университетская система (4 кампуса)
- Университетская система Тайбэя (3 кампуса)

#### Таиланд

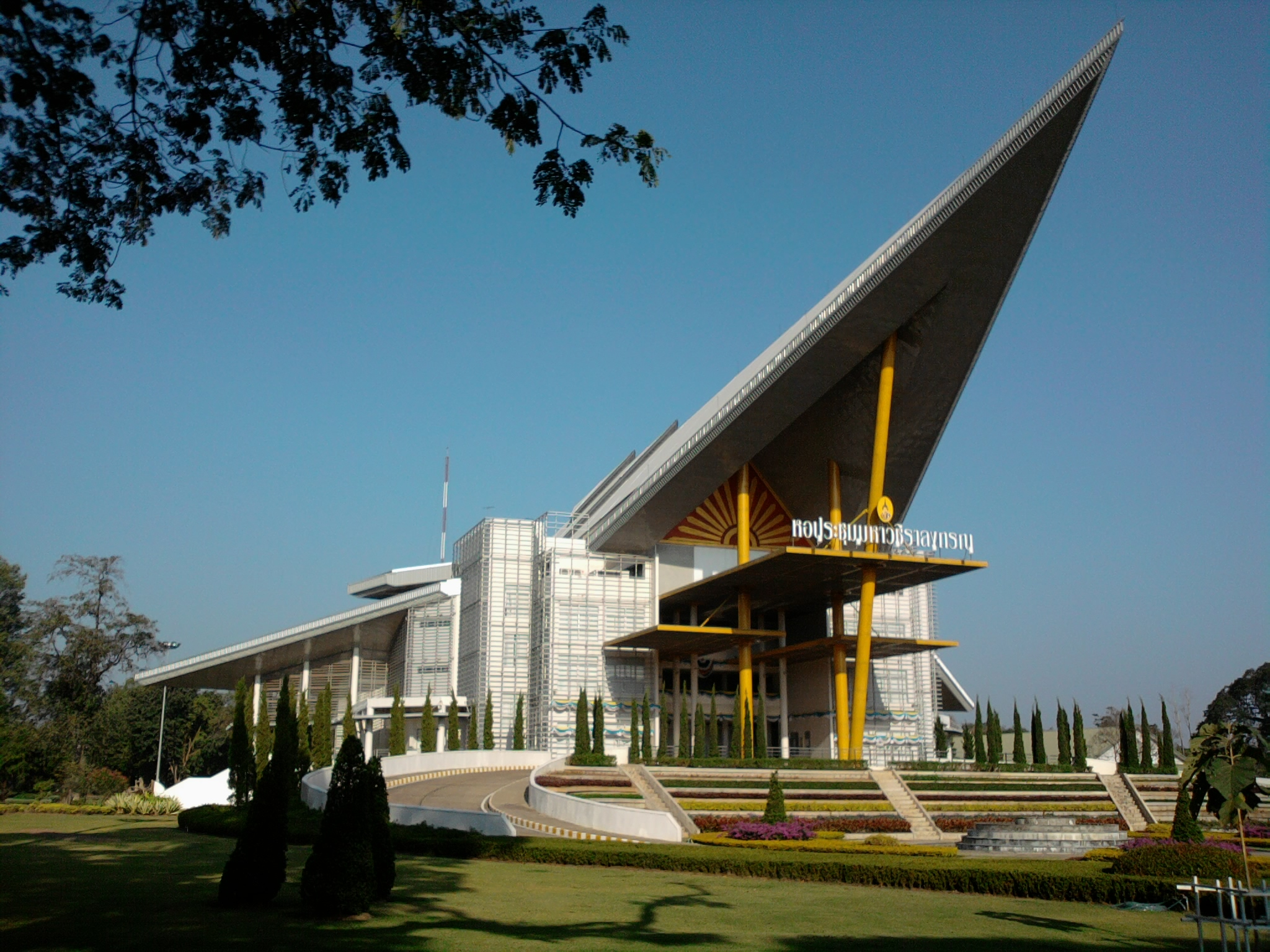
มหาวิทยาลัยราชภัฏสกลนคร — один из 38 университетов, входящих в систему Раджабхатского университета.

- Sakon Nakhon Rajabhat University[тайск.] — один из 38 университетов, входящих в систему Раджабхатского университета. Система университетов Раджабхат (38 университетов)
- Технологический университет Раджамангала (9 университетов)

#### Вьетнам
- Вьетнамский национальный университет, Ханой (9 университетов, 3 школы)
- Вьетнамский национальный университет, Хошимин (7 университетов, 2 школы, 1 филиал и 1 институт)
- Университет Дананга (6 университетов, 2 школы и 1 филиал)
- Университет Хюэ (8 университетов, 3 школы и 1 филиал)
- Университет Тхай Нгуен (7 университетов, 2 школы и 1 филиал)

### Европа

#### Франция
- Лионский университет (4 входящих в его состав университета, 8 больших школ и 9 ассоциированных учреждений)
- Нормандский университет (3 входящих в его состав университета)
- Университет Тулузы (объединение 3 входящих в него университетов и 27 институтов)
- Университет Бургундии-Франш-Конте (3 входящих в его состав университета и 3 Гранд-Эколь)
- Группа университетов Paris-Est Sup (2 входящих в неё университета)
- Университетское сообщество Анжер-Ле-Ман (2 входящих в него университета)

#### Греция
- Система государственных университетов Греции

#### Ирландия
- Национальный университет Ирландии (4 входящих в его состав университета, 1 признанный колледж)

#### Великобритания
Англия
- Лондонский университет (17 входящих в его состав колледжей)

Шотландия
- Университет Хайлендс энд Айлендс (13 колледжей и институтов)

#### Бразилия

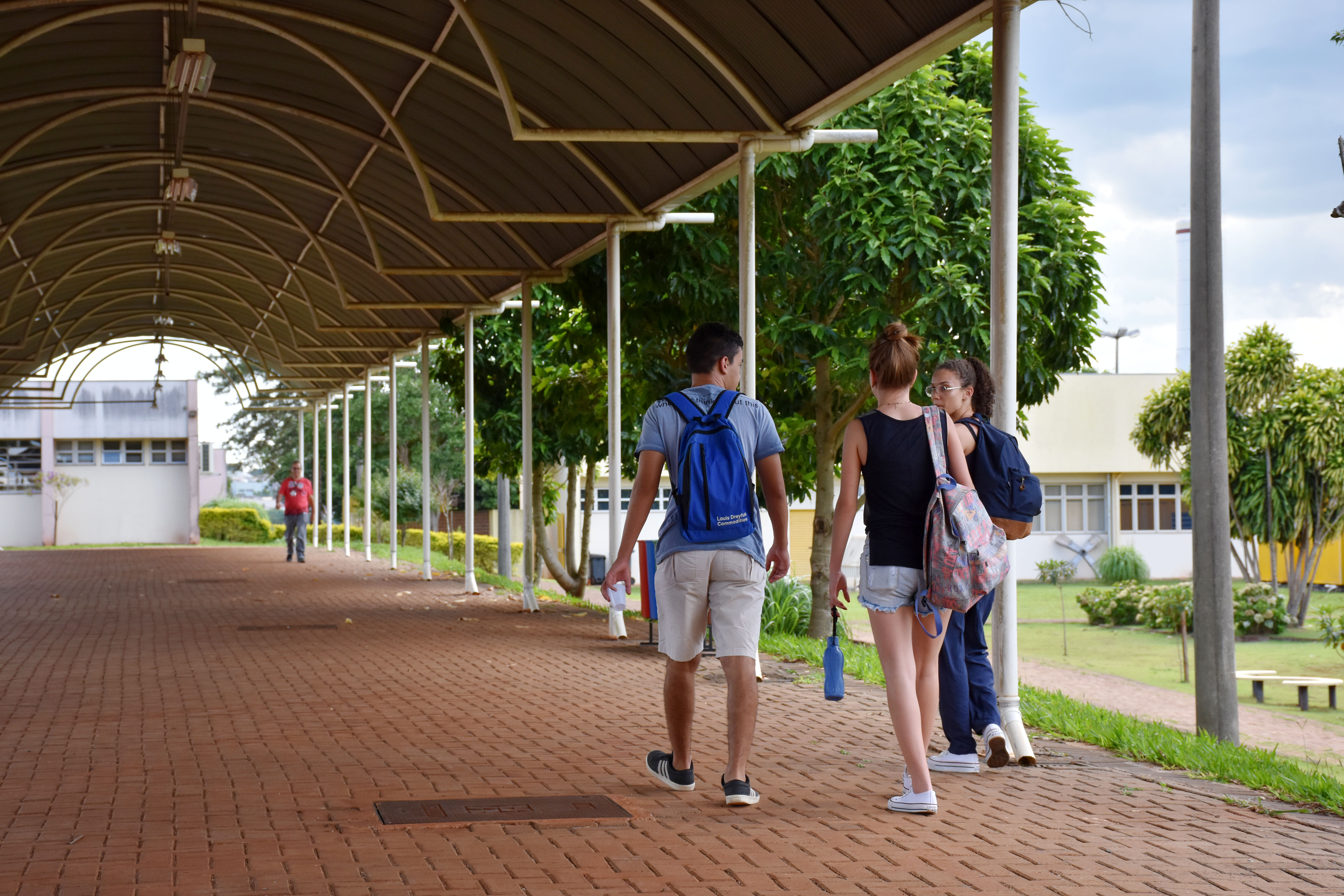
Кампус Апукарана Федерального технологического университета Параны

- Федеральный технологический университет — Парана (кампусы в 13-ти городах штата Парана)
- Государственный университет Сан-Паулу (кампусы в 24-х городах штата Сан-Паулу)
- Университет штата Баия (кампусы в 24-х городах штата Баия)
- Государственный университет Западной Параны (кампусы в 5-ти городах штата Парана)
- Университет штата Амазонас («кампусы» в 19-ти городах штата Амазонас)

### Северная Америка
- Университет ДеВри (23 крупных кампуса в США и Канаде)

#### Канада
- Université du Québec (10 унивурситетов, школ и институт)
- Канадская система военных колледжей (Canadian Military College system)

#### Мексика
- Сеть университетов Анауак: частная университетская система с 8-ю кампусами по всей Мексике, а также несколько родственных ей учреждений, расположенных в Испании, Италии, США, Чили и Франции.

#### Пуэрто-Рико
- Система университетов Аны Г. Мендес (5 кампусов). Также имеет 3 подсистемы и исследовательский центр. В каждом кампусе есть центры за пределами кампуса, которые функционируют независимо и, таким образом, действуют как отдельные кампусы[4].
- Межамериканский университет Пуэрто-Рико (9 кампусов)
- Папский католический университет Пуэрто-Рико (4 кампуса)
- Университет NUC (6 кампусов)
- Университет Пуэрто-Рико (11 кампусов)[5]

#### Соединённые Штаты

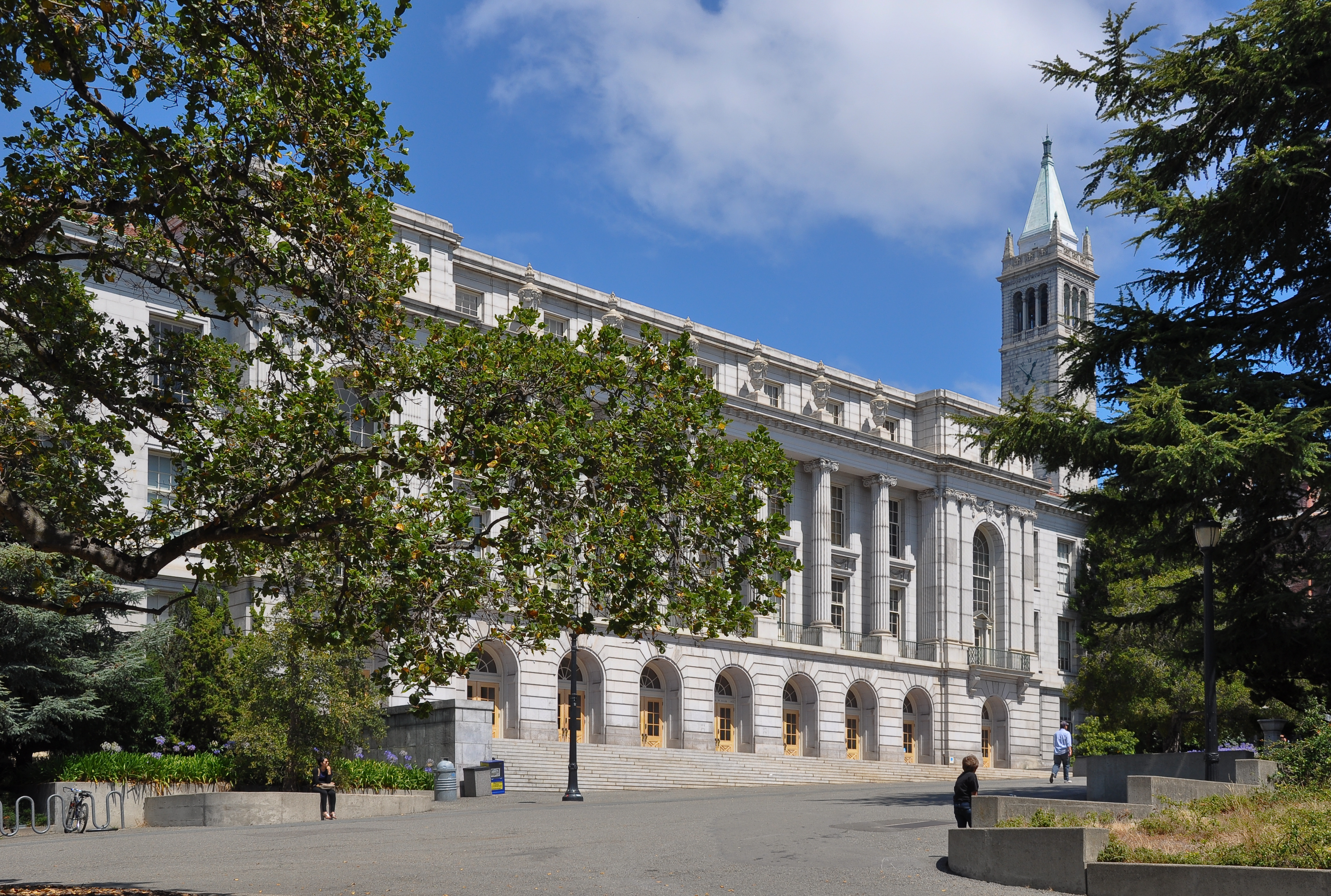
Система Калифорнийского университета является престижной государственной университетской системой

##### Системы государственных колледжей
Некоторые государственные университетские системы, перечисленные выше, также включают общественные колледжи.
- Система общественных колледжей Алабамы[англ.] (24 общественных и технических колледжа)
- Округ колледжей Аламо[англ.] (5 колледжей)
- Система общественных колледжей Калифорнии[англ.] (116 кампусов)
- Система общественных колледжей Колорадо[англ.] (13 колледжей)
- Общественный колледж штата Коннектикут[англ.] (12 кампусов)
- Система колледжей Флориды[англ.] (28 кампусов)
- Система технических колледжей Джорджии[англ.] (22 колледжа)
- Система общественных колледжей Иллинойса[англ.] (48 общественных колледжей и один многопрофильный колледж)
- Общественные колледжи Восточной Айовы[англ.] (3 кампуса)
- Ivy Tech Community College of Indiana[англ.] (23 кампуса)
- Система общественных и технических колледжей Кентукки[англ.] (16 кампусов)
- Система колледжей Lone Star[англ.]
- Система общественных и технических колледжей Луизианы[англ.] (10 кампусов)
- Система общественных колледжей Нью-Гемпшира[англ.] (7 колледжей)
- Система общественных колледжей Северной Каролины[англ.] (58 колледжей)
- Система колледжей штата Мэн[англ.] (7 кампусов)
- Окружной колледж округа Марикопа[англ.] (11 кампусов + 2 центра навыков)
- Система технических колледжей Южной Каролины[англ.] (16 колледжей)
- Система колледжей Вирджинии[англ.] (23 кампуса)
- Общественные и технические колледжи Вашингтона[англ.] (34 учреждения)
- Система технических колледжей Висконсина[англ.] (16 учреждений)

##### Системы школ военной службы
- Университет авиации
- Военный университет (170 школ и кампусов)[7]
- Университет Корпуса морской пехоты

##### Частные университетские системы
- Американская система государственных университетов (2 коммерческих онлайн-университета)
- Колледжи Клермонта представляют собой академический консорциум из семи независимых частных учреждений, большинство из которых имеют смежные кампусы. Колледжи Клермонта (7 учреждений)

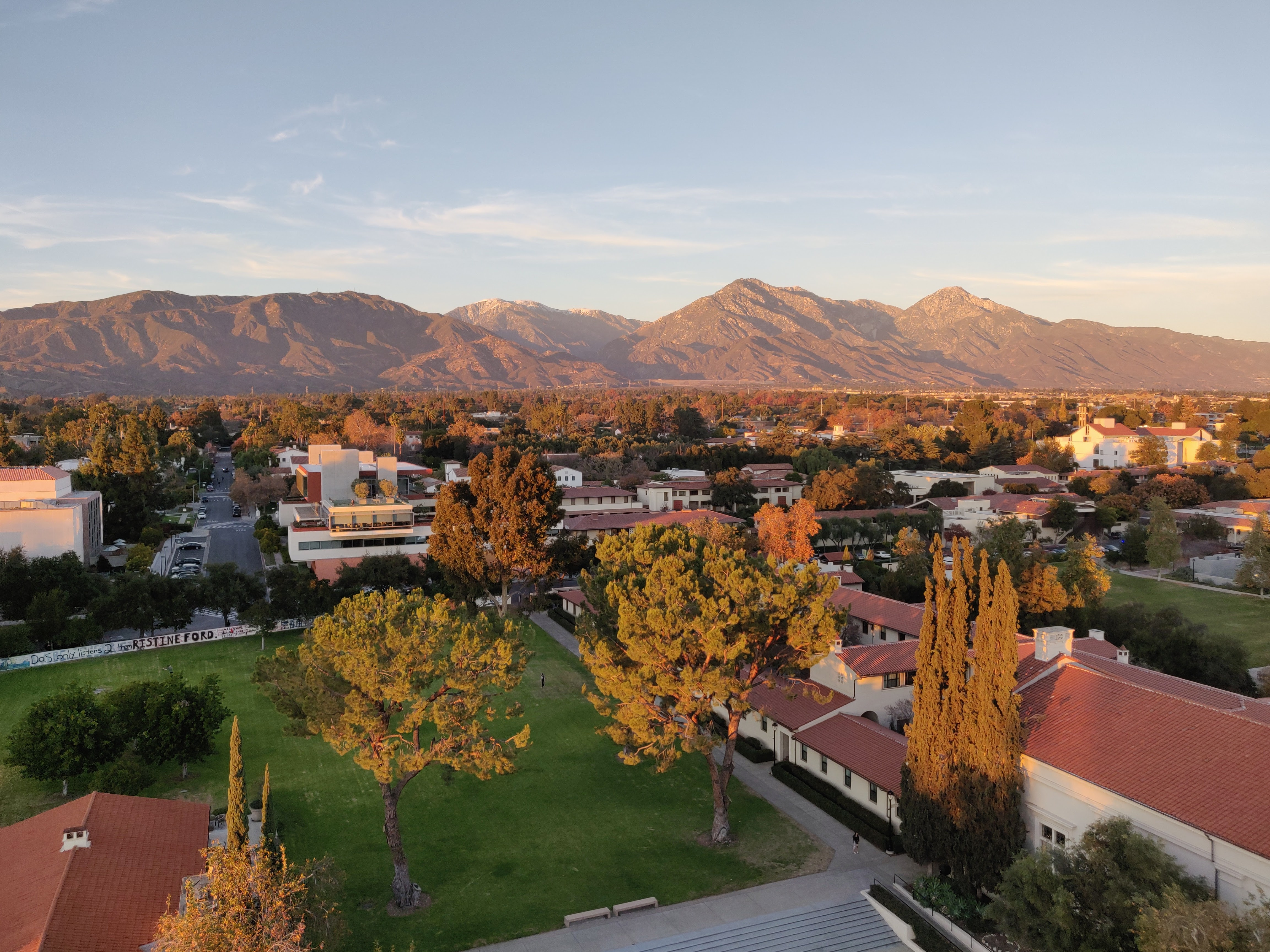
Колледжи Клермонта представляют собой академический консорциум из семи независимых частных учреждений, большинство из которых имеют смежные кампусы.

- Университет Святой Марии в Миннесоте (3 кампуса)
- Университет Джонсона и Уэльса (2 кампуса в США)
- Система Университета имени Бригама Янга (5 учреждений — Прово, Гавайи, Айдахо, Бизнес-колледж LDS и онлайн-программа Global Pathways)
- Система университетов Туро (11 институтов бакалавриата, 12 аспирантур)